# Chaos Computer Club

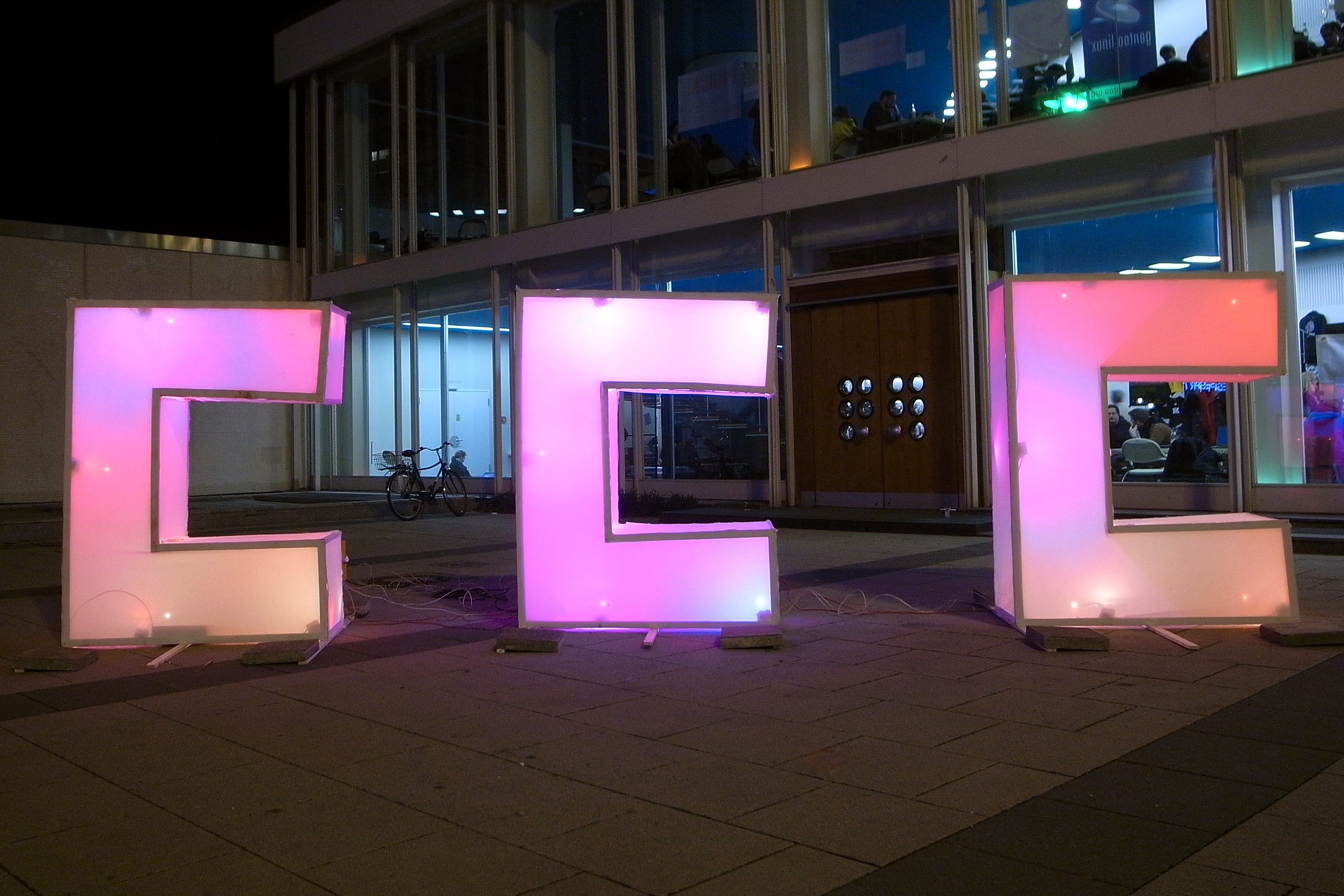
26C3, Берлин 2009

Chaos Computer Club (CCC) — децентрализованное немецкое общество хакеров со свободным членством. Chaos Computer Club борется за свободу информации для всех (один из принципов гласит: «Вся информация, кроме личной, должна быть доступна») и периодически организует международные встречи хакеров для обсуждения общественно-социальных последствий технических новшеств. В преамбуле устава клуба заложены следующие цели: борьба за новое право человека на всемирную, беспрепятственную связь, трансграничная приверженность свободе информации, исследование влияний технологии на общество и отдельного человека. Клуб считает себя «галактическим сообществом живых существ, вне зависимости от возраста, пола и происхождения и социального статуса.»

## История

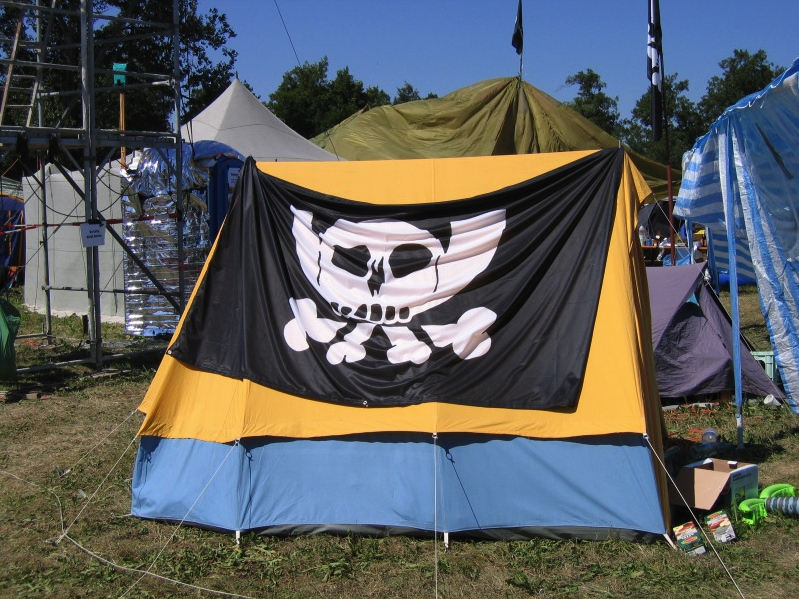
Chaos Communication Camp 2003

Клуб был создан в 1981 году в Германии. Начиная с 1984 года группа проводит ежегодную конференцию Chaos Communication Congress, девизом которой является — «Хакерство — не преступление». Завоевал широкую известность после того, как в июле 1987 года члены клуба взломали несколько компьютеров NASA, использовав уязвимость в инфраструктуре VMS, по заявлению DEC Corporation, реконструированной тремя месяцами раньше. Chaos Computer Club — одна из семи хакерских групп, выступивших против кибервойны с правительствами Ирака и Китая в 1999 году. Отметились в прессе с заявлением о создании алгоритма расшифровки телефонных разговоров в реальном времени в сетях 2G (2009 год) и с проектом запуска собственной спутниковой сети для глобального распространения контента (2011 год).

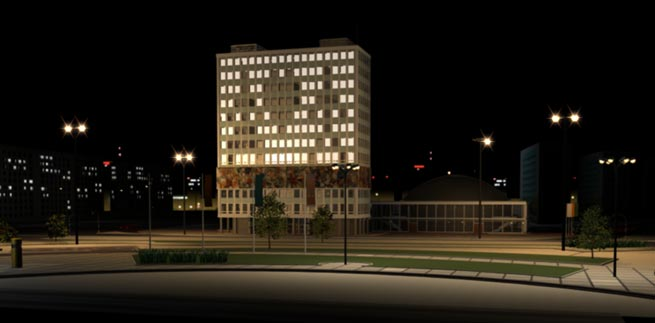
Blinkenlights project

Chaos Computer Club решил весьма оригинальным способом отметить своё 20-летие. Для этого верхние восемь этажей весьма известного берлинского здания — Дома преподавателей (Haus des Lehrers) на площади Александрплац были превращены в гигантский электронный дисплей размером 8х18 пикселей, получивший название Blinkenlights. В качестве элементов изображения служат окна здания, в которых были помещены управляемые компьютерами лампы. Для увеличения четкости «пикселей» все окна были выкрашены в белый цвет. Также, этот дом в прямом и переносном смысле засветился в клипе Golden Boy with Miss Kittin на песню Rippin Kittin

## Обход защитыTouch ID
В сентябре 2013 года группе хакеров Chaos Computer Club удалось обойти дактилоскопическую защиту на новом iPhone 5s. По словам взломщиков, для доступа к чужому iPhone достаточно получить четкий отпечаток пальца его хозяина, к примеру, на оконном стекле. Далее этот отпечаток фотографируется с высоким разрешением (2400 точек на дюйм), изображение обрабатывается в фоторедакторе и распечатывается с разрешением в 1200 dpi на лазерном принтере на толстой бумаге. Затем отпечаток заливается жидким латексом, который после высыхания снимается. Получается «факсимиле» отпечатка настоящего пользователя аппарата. Надетое на палец злоумышленника, оно воспринимается Touch ID как подушечка пальца настоящего владельца смартфона. После этого, ряд людей смог успешно повторить разблокировку iPhone данным способом, однако многие отмечали, что этот процесс сопряжен с рядом трудностей. В частности, получение изображения отпечатка в высоком разрешении весьма затруднительно. Более того, необходимо специальное оборудование и дорогостоящие химикаты.

## В кинематографе
В 1998 году вышел фильм «23», в основе которого положены реальные события о молодом хакере Карле Кохе (нем. Karl Koch), основавшем отделение ССС и сотрудничавшем с КГБ.
Также упоминается во 2-м сезоне сериала «Киберсталкер» («Stalk») 2021 г.